# Der Weg nach Mekka
Der Weg nach Mekka ist ein Dokumentarfilm des österreichischen Regisseurs Georg Misch über den islamischen Autor Leopold Weiss alias Muhammad Asad.
Der Jude Leopold Weiss bricht Anfang der 20er Jahre zu einer Reise in den Nahen Osten auf. Die Wüste zieht ihn in ihren Bann, der Islam wird seine geistige Heimat. Das Judentum lässt er hinter sich, konvertiert zum Islam und nennt sich nun Muhammad Asad. Er wird zu einem der bedeutendsten Muslime des 20. Jahrhunderts: Er ist Berater am Königshof Saudi-Arabiens, übersetzt den Koran, wird Mitbegründer Pakistans und schließlich UN-Botschafter. Von den Wüsten Arabiens bis zum Ground Zero folgt der Regisseur den schon verwehten Spuren, findet einen, der nicht nach Abenteuern suchte, sondern vermitteln wollte zwischen Orient und Okzident.

## Handlung
Die Reise des Muhammad Asad folgt dem Lebensweg von Leopold Weiss alias Muhammad Asad, von den Randgebieten der ehemaligen Donaumonarchie bis nach Israel, Palästina, Saudi-Arabien, Pakistan und New York. Er besichtigt die Orte, an welchen er sich einst aufgehalten hat. Parallel entblättert sich ein vielschichtiges Bild des Islams. 
Auf den Stationen der Reise werden die Überlegungen Asads heutigen Problemen zwischen Orient und Okzident gegenübergestellt. Das Filmteam tritt in seine Fußstapfen und trifft auf dem rekonstruierten Lebenspfad Menschen aus seinem nahen Umfeld: Familie und Freunde, Experten und Wissenschaftler, Verehrer seines Werks sowie zahlreiche Zufallsbekanntschaften, die von dem in Vergessenheit geratenen Reformisten viel, noch nichts oder nur wenig wissen. 

## Preise
- DIAGONALE, Festival des österreichischen Films, April 2008:

Beste Bildgestaltung Dokumentarfilm: Joerg Burger
- Planete Doc Warsaw, May 2009

Preis für den ökumenischen Dialog
- 1st International Documentary Film Festival Agadir, Marokko, November 2008

Großer Preis der Jury

## Nominierungen
- 14th Sarajevo Film Festival, Bosnien-Herzegowina, August 2008:

4. gereiht für den Publikumspreis